# Ганс фон Гаммерштайн-Гесмольд
Барон Ганс Еміль Лео Отто Фрідріх Август фон Гаммерштайн-Гесмольд (нім. Hans Emil Leo Otto Friedrich August Freiherr von Hammerstein-Gesmold; 7 червня 1876, Клеве — 19 лютого 1933, Штеттін) — німецький офіцер, генерал піхоти рейхсверу. Кавалер ордена Pour le Mérite.

## Біографія
Представник давнього знатного роду. Другий син барона Карла фон Гаммерштайна-Гесмольда (1829–1893), гофмаршала князя Зольмс-Браунфельс і майора Прусської армії, та його дружини Александріни, уродженої графині фон Разумовскі (1845–?).
6 лютого 1886 року вступив в піхотний полк «Принц Фрідріх Карл Прусський» (8-й бранденбурзький) №64. Учасник Першої світової війни. З 21 квітня 1916 року — військовий аташе в Бухаресті. З 17 березня 1918 по 12 січня 1918 року — командир 213-ї піхотної дивізії. Після війни був членом німецької делегації з миру в Спа. В 1920 році призначений командувачем військами в Шлезвігу. З 16 вересня 1921 року — командувач 2-м військовим округом. 31 січня 1923 року вийшов у відставку.

## Нагороди
- Столітня медаль
- Орден Червоного орла
  - 4-го класу
  - 3-го класу з бантом
- Орден Корони (Пруссія) 3-го класу
- Орден Святого Йоанна (Бранденбург), почесний лицар
- Хрест «За вислугу років» (Пруссія)
- Рятувальна медаль
- Орден Церінгенського лева, лицарський хрест 1-го класу з дубовим листям
- Орден «За військові заслуги» (Баварія) 4-го класу з короною
- Орден Альберта (Саксонія), офіцерський хрест
- Орден Білого Сокола, командорський хрест
- Орден дому Саксен-Ернестіне, командорський хрест 2-го класу
- Орден «Святий Олександр», командорський хрест (Третє Болгарське царство)
- Орден Святого Олафа, лицарський хрест 1-го класу (Норвегія)
- Орден Корони Румунії, командорський хрест
- Орден Святого Савви, командорський хрест (Королівство Сербія)
- Залізний хрест 2-го і 1-го класу
- Королівський орден дому Гогенцоллернів, лицарський хрест з мечами (11 липня 1917)
- Pour le Mérite (6 листопада 1918)